# Volatilidad implícita
En matemáticas financieras, la volatilidad implícita (IV) de un contrato de opciones es el valor de la volatilidad del instrumento subyacente que, cuando se ingresa en un modelo de valoración de opción financiera (como Black-Scholes), devolverá un valor teórico igual al valor actual (i.e. al precio de mercado de dicha opción). Un instrumento financiero que no es una opción y que tiene una opción incorporada, como un tope de tasa de interés, también puede tener una volatilidad implícita. La volatilidad implícita, una medida subjetiva y prospectiva, difiere de la volatilidad histórica porque esta última se calcula a partir de rendimientos pasados conocidos de un valor. Para entender dónde está la volatilidad implícita con respecto a los valores históricos registrados en el último año (el rango), se toma como referencia el máximo y el mínimo.

## Motivación
Un modelo de valoración de opciones, como Black-Scholes, utiliza una variedad de variables para derivar un valor teórico para una opción. Los datos de entrada de los modelos de fijación de precios varían según el tipo de opción a la que se fija el precio y el modelo de fijación de precios utilizado. En general, el valor de una opción depende de una estimación de la futura volatilidad del precio realizado, σ, del subyacente. Matemáticamente:
{\displaystyle C=f(\sigma ,\cdot )\,}
donde C es el valor teórico de una opción y f es un modelo de precios que depende de σ, junto con otras variables.

## Resolución de la función del modelo de precios inverso
En general, una función de modelo de precios, f, no tiene una solución de forma cerrada para su inversa, g. En cambio, a menudo se usa una técnica de búsqueda de raíces para resolver la ecuación:
{\displaystyle f(\sigma _{\bar {C}},\cdot )-{\bar {C}}=0\,}
Si bien existen muchas técnicas para encontrar raíces, dos de las más utilizadas son el método de Newton y el método de Brent. Debido a que los precios de las opciones pueden moverse muy rápidamente, a menudo es importante utilizar el método más eficiente al calcular las volatilidades implícitas.
Expresado en otros términos, supongamos que existe alguna función inversa g = f−1, tal que
{\displaystyle \sigma _{\bar {C}}=g({\bar {C}},\cdot )\,}
donde {\displaystyle \scriptstyle {\bar {C}}\,} es el precio de mercado de una opción. El valor {\displaystyle \sigma _{\bar {C}}\,} es la volatilidad implícita' por el precio de mercado {\displaystyle \scriptstyle {\bar {C}}\,}, o la volatilidad implícita
En general, no es posible dar una fórmula cerrada para la volatilidad implícita en términos del precio de la opción  (para una revisión ver).
Sin embargo, en algunos casos (large strike, low strike, short expiry, large expiry) es posible dar una expansión asintótica de volatilidad implícita en términos del precio  de la opción.
También se ha investigado un enfoque diferente basado en aproximaciones de forma cerrada.